# Athlītikos Podosfairikos Omilos Apollōn Lemesou (femminile)
L'Athlītikos Podosfairikos Omilos Apollōn Lemesou, indicata anche come Apollon Limassol Ladies Football Club, è una squadra di calcio femminile cipriota con sede nella città di Limassol. La squadra, fondata nel 2007, è la divisione femminile dell'Apollōn Lemesou maschile e partecipa al campionato cipriota.

## Storia
Dalla stagione 2008-2009 ha vinto tutte le competizioni nazionali, mettendo a segno 4 triplette consecutive, e la conquista del campionato cipriota hanno consentito al club di rappresentare il proprio Paese in più edizioni della UEFA Women's Champions League.
L'Apollon si mise in luce quando nell'edizione 2009-2010 riuscì ad eliminare, inaspettatamente, il bicampione del torneo Umeå alla sua seconda partecipazione alla Champions League, diventando così una delle maggiori sorprese tra le squadre di club femminile in Europa. Tuttavia non riuscì a superare i sedicesimi di finale venendo eliminato dallo Zvezda Perm'. Da allora l'Apollon è sempre riuscito ad arrivare ai sedicesimi di finale.

## Palmarès
- Campionato cipriota: 15

2008-2009, 2009-2010, 2010-2011, 2011-2012, 2012-2013, 2013-2014, 2014-2015, 2015-2016, 2016-2017, 2018-2019, 2020-21, 2021-22, 2022-23, 2023-24, 2024-25
- Coppa cipriota di calcio femminile: 10

2008-2009, 2009-2010, 2010-2011, 2011-2012, 2012-2013, 2013-2014, 2014-2015, 2015-2016, 2016-2017, 2017-2018
- Supercoppa cipriota di calcio femminile: 7

2009, 2010, 2011, 2013, 2014, 2015, 2017

## Statistiche

### Risultati nelle competizioni UEFA
| Stagione | Competizione     | Fase                     | Avversario           | Risultato | Risultato | Risultato |
| Stagione | Competizione     | Fase                     | Avversario           | andata    | ritorno   | aggregato |
| -------- | ---------------- | ------------------------ | -------------------- | --------- | --------- | --------- |
| 2009-10  | Champions League | gironi di qualificazione | Maccabi Holon        | 4-0       | 4-0       | 4-0       |
| 2009-10  | Champions League | gironi di qualificazione | Rossijanka           | 0-1       | 0-1       | 0-1       |
| 2009-10  | Champions League | gironi di qualificazione | St. Francis          | 2-0       | 2-0       | 2-0       |
| 2010-11  | Champions League | gironi di qualificazione | SFK 2000             | 6-1       | 6-1       | 6-1       |
| 2010-11  | Champions League | gironi di qualificazione | Umeå IK              | 4-1       | 4-1       | 4-1       |
| 2010-11  | Champions League | gironi di qualificazione | ASA Tel Aviv         | 3-0       | 3-0       | 3-0       |
| 2010-11  | Champions League | sedicesimi di finale     | Zvezda Perm'         | 1-2       | 1-2       | 2-4       |
| 2011-12  | Champions League | gironi di qualificazione | Progrès Niedercorn   | 14-0      | 14-0      | 14-0      |
| 2011-12  | Champions League | gironi di qualificazione | Swansea City         | 8-0       | 8-0       | 8-0       |
| 2011-12  | Champions League | gironi di qualificazione | Lehenda Chernihiv    | 2-1       | 2-1       | 2-1       |
| 2011-12  | Champions League | sedicesimi di finale     | Sparta Praga         | 2-2       | 1-2       | 3-4       |
| 2012-13  | Champions League | gironi di qualificazione | KÍ Klaksvík          | 7-0       | 7-0       | 7-0       |
| 2012-13  | Champions League | gironi di qualificazione | Ada Velipojë         | 21-0      | 21-0      | 21-0      |
| 2012-13  | Champions League | gironi di qualificazione | Žytlobud-1 Charkiv   | 3-0       | 3-0       | 3-0       |
| 2012-13  | Champions League | sedicesimi di finale     | Torres               | 2-3       | 1-3       | 3-6       |
| 2013-14  | Champions League | gironi di qualificazione | Nové Zámky           | 2-0       | 2-0       | 2-0       |
| 2013-14  | Champions League | gironi di qualificazione | Goliador Chişinău    | 1-0       | 1-0       | 1-0       |
| 2013-14  | Champions League | gironi di qualificazione | ASA Tel Aviv         | 3–0       | 3–0       | 3–0       |
| 2013-14  | Champions League | sedicesimi di finale     | Neulengbach          | 1-2       | 1-1       | 2-3       |
| 2014-15  | Champions League | gironi di qualificazione | Gintra Universitetas | 3-1       | 3-1       | 3-1       |
| 2014-15  | Champions League | gironi di qualificazione | Vllaznia             | 0-0       | 0-0       | 0-0       |
| 2014-15  | Champions League | gironi di qualificazione | KÍ Klaksvík          | 3-1       | 3-1       | 3-1       |
| 2014-15  | Champions League | sedicesimi di finale     | Brøndby              | 1-0       | 1-3 (dts) | 2-3       |
| 2015-16  | Champions League | gironi di qualificazione | KÍ Klaksvík          | 2-0       | 2-0       | 2-0       |
| 2015-16  | Champions League | gironi di qualificazione | Hibernians           | 8-0       | 8-0       | 8-0       |
| 2015-16  | Champions League | gironi di qualificazione | Stjarnan             | 0-2       | 0-2       | 0-2       |
| 2016-17  | Champions League | gironi di qualificazione | KÍ Klaksvík          | 5-0       | 5-0       | 5-0       |
| 2016-17  | Champions League | gironi di qualificazione | Hajvalia             | 1-0       | 1-0       | 1-0       |
| 2016-17  | Champions League | gironi di qualificazione | PAOK Salonicco       | 3-3       | 3-3       | 3-3       |
| 2016-17  | Champions League | sedicesimi di finale     | Slavia Praga         | 1-1       | 2-3       | 3-4       |
| 2017-18  | Champions League | gironi di qualificazione | NSA Sofia            | 4-0       | 4-0       | 4-0       |
| 2017-18  | Champions League | gironi di qualificazione | Noroc Nimoreni       | 6-0       | 6-0       | 6-0       |
| 2017-18  | Champions League | gironi di qualificazione | Sturm Graz           | 4-1       | 4-1       | 4-1       |
| 2017-18  | Champions League | sedicesimi di finale     | Linköping            | 0-1       | 0-3       | 0-4       |

## Organico

### Rosa 2019-2020
Rosa, ruolo e numeri di maglia come da sito UEFA .
| N. |                        | Ruolo | Calciatrice            |
| -- | ---------------------- | ----- | ---------------------- |
| 1  | Paesi Bassi (bandiera) | P     | Selena Delia Babb      |
| 2  | Italia (bandiera)      | D     | Matilda Abramo         |
| 4  | Stati Uniti (bandiera) | D     | Victoria Frances Bruce |
| 5  | Stati Uniti (bandiera) | A     | Krystyna Freda         |
| 6  | Inghilterra (bandiera) | D     | Steffi Hardy           |
| 7  | Cipro (bandiera)       | D     | Kostantina Pafiti      |
| 8  | Grecia (bandiera)      | C     | Danai-Eleni Sidira     |
| 9  | Grecia (bandiera)      | A     | Eleni Markou           |
| 10 | Slovenia (bandiera)    | C     | Pamela Begič           |

| N. |                        | Ruolo | Calciatrice        |
| -- | ---------------------- | ----- | ------------------ |
| 11 | Inghilterra (bandiera) | A     | Rio Hardy          |
| 12 | Sudafrica (bandiera)   | A     | Rhoda Mulaudzi     |
| 13 | Cipro (bandiera)       | C     | Antria Michail     |
| 14 | Cipro (bandiera)       | C     | Foteini Andronikou |
| 18 | Lettonia (bandiera)    | A     | Sandra Voitāne     |
| 21 | Slovacchia (bandiera)  | C     | Martina Šurnovská  |
| 23 | Grecia (bandiera)      | D     | Kyriaki Kynossidou |
| 38 | Stati Uniti (bandiera) | P     | Cassie Miller      |
| 50 | Canada (bandiera)      | C     | Alyssa Lagonia     |